# Barhesz

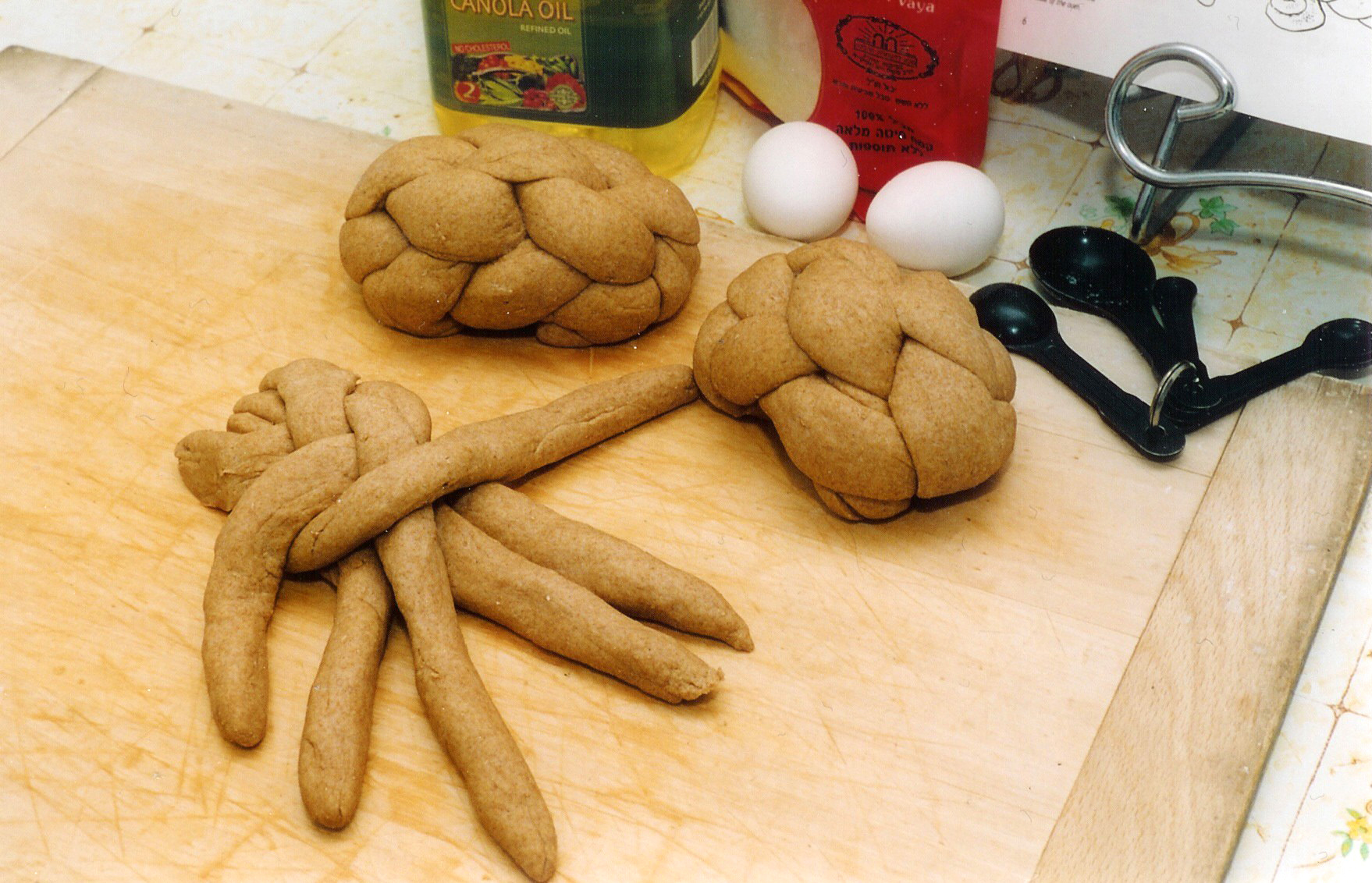
Barheszfonás

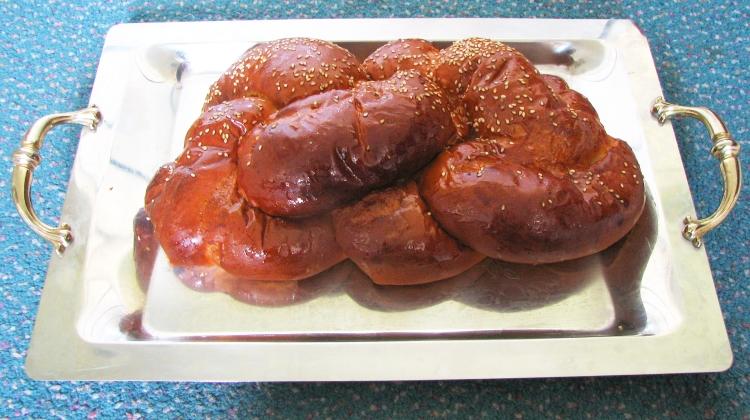
Kisült szezámmagos barhesz

A barhesz vagy hálá (challah) a zsidó konyhaművészet péksüteménye, burgonyás kelt fonott kalács vagy fonott kenyér. A zsidó étkezési hagyományokat őrző családokban a péntek este kezdődő szombat megszokott eledele az asztalon.
Tésztája lisztből és főtt burgonyából készül. A tésztából csíkokat alakítanak ki. Hármas, négyes, vagy még többszörös fonással készül. Szombatra hosszúkás, az őszi nagyünnepekre kerek formában sütik. Mazsolát is tehetnek bele, a tetejét sütés előtt mákkal vagy szezámmaggal megszórhatják.